# Leendert Antonie Donker
Pour les articles homonymes, voir Donker.
Leendert Antonie Donker, né le 7 septembre 1899 à Almkerk et mort le 4 février 1956 à Rotterdam, est un homme politique néerlandais. 

## Biographie
Leendert Antonie Donker, né le 7 septembre 1899 à Almkerk, est le fils d'Antonie Willem Donker, agriculteur, et de Hendrika Beuzekom. 
Il commence ses études de droit à l'Université d'Amsterdam en 1920, après avoir terminé le HBS à Gorinchem et avoir passé le State Examination Gymnasium-A. En 1923, il passe ses examens de doctorat. En 1924, il s'installe à Rotterdam comme avocat et procureur.
En 1927, il devient membre du conseil municipal de cette ville puis en 1931, membre de l'État provincial de la Hollande-Méridionale. Entre 1935 et 1952, il est membre de la Chambre basse. Il est président de la commission d'enquête parlementaire qui se penche sur la politique gouvernementale au cours de la période 1940-1945. Donker est membre du SDAP et plus tard du Parti travailliste néerlandais.
De 1952 jusqu'à sa mort en 1956, il est ministre de la Justice dans le cabinet Drees II. À ce titre, il est sévèrement critiqué après que la reine Juliana ait refusé de signer l'arrêt de mort du criminel de guerre Willy Lages.
Un autre criminel de guerre, Pieter Menten, a par la suite affirmé que le ministre Donker lui avait promis qu'il ne serait pas poursuivi. Toutefois, un comité dirigé par Ivo Schöffer (nl) n'a trouvé aucune preuve à l'appui de cette affirmation.
Il épouse le 10 juin 1926 Anna Elisabeth Maria Bosma, de ce mariage naît une fille. Après le divorce le 19 juillet 1938, il se marie le 25 août 1938 à Georgina Frederika Augusta Carstens, de ce mariage naît un fils. 
Leendert Antonie Donker meurt le 4 février 1956 à Rotterdam.